# دينور
دينور  بكسر الدال، وقيل بفتحها، مدينة من أعمال الجبل قرب قرميسين، بينها وبين همدان نَيِّفٌ وعشرون فرسخاً.
و يَذكر كتاب تاريخ الخلفاء للسيوطي أن المسلمين فتحوها في عهد عمرَ بن الخطاب سنة 22 هجرية.
قال البلاذري في كتابه فتوح البلدان "وحدثني أَبُو مَسْعُود الكوفي عَنِ المبارك بْن سَعِيد عن أبيه قَالَ وكانت نهاوند من فتوح أهل الكوفة والدينور من فتوح أهل البصرة فلما كثر المسلمون بالكوفة فلما كثر المسلمون بالكوفة احتاجوا إلى أن يزادوا في النواحي التي كان خراجها مقسوما فيهم، فصيرت لهم الدينور، وعوض أهل البصرة نهاوند لأنها من إصبهان. فصار فضل ما بين خراج الدينور ونهاوند لأهل الكوفة، فسميت نهاوند ماه البصرة، والدينور ماه الكوفة، وذلك في خلافة معاوية".

## أبرز الأعلام
ابن كج
أبو محمد بن قتيبة الدينوري

## أعلام
- اللالكائي
- أبو حنيفة الدينوري